# Villamar
Villamar é uma comuna italiana da região da Sardenha, na província da Sardenha do Sul, com cerca de 2.960 habitantes. Estende-se por uma área de 38 km², tendo uma densidade populacional de 78 hab/km². Faz fronteira com Furtei, Guasila, Las Plassas, Lunamatrona, Pauli Arbarei, Sanluri, Segariu, Villanovafranca.

## Demografia
| Variação demográfica do município entre 1861 e 2011                               |
|                                                                                   |
| Fonte: Istituto Nazionale di Statistica (ISTAT) - Elaboração gráfica da Wikipedia |